# Franciszek Duszeńko
Franciszek Duszeńko (sinh ngày 6 tháng 4 năm 1925 - mất ngày 11 tháng 4 năm 2008) là nhà điêu khắc Ba Lan, giáo sư của Học viện Mỹ thuật ở Gdańsk, đồng thời là hiệu trưởng của trường này trong những năm 1981–1987. Ông là một cựu tù nhân ở trại tập trung của Đức Quốc xã trong Thế chiến II.